# Пірат-окунь
Пірат-окунь (Aphredoderus sayanus) — вид костистих риб, єдиний у родині афредодерових (Aphredoderidae) ряду перкопсоподібних (Percopsiformes).

## Назва
Назву пірат-окунь дав американський натураліст Чарльз Конрад Ебботт, який помітив, що ця риба нападає на інші види риб в акваріумі. Родова назва Aphredoderus походить від грецького aphod («екскременти») і dere («горло») і вказує на незвичайне положення анального проходу поблизу горла. Видова назва sayanus дана на честь ентомолога Томаса Сея.

## Поширення
Вид поширений у східній частині Північної Америки, переважно в низовинах на південь від Лонг-Айленда. Також у деяких частинах басейну Великих озер і долини Міссісіпі. Середовище проживання — спокійна, тепла і прозора вода. Воліє триматися в густо зарослих місцях, на корінні і скупченнях деревини, що лежить на дні води.

## Опис
Риба завдовжки до 14 см, але нормальний розмір становить 10,4 см і вік 4 роки. Спинний плавець має 3 або 4 колючки і 10 або 11 м'яких променів, тоді як анальний плавець має 2 або 3 колючки і 5-7 м'яких променів, черевні плавці розташовані нижче грудей. Анальний прохід у молодих особин безпосередньо передує анальному плавцю, але просувається вперед з ростом риби.

## Спосіб життя
Прісноводна донна риба, яка живе при температурі від 5 °C до 26 °C. Дорослі особини зазвичай населяють мул рослинних боліт, ставків, озер і тихих ставків, а також великих річок. Харчуються вночі водяними комахами, дрібними ракоподібними та дрібною рибою. Яйця відкладаються в гнізда, які охороняються обома батьками.

## Підвиди
Існує два визнаних підвиди:
- Aphredoderus sayanus gibbosus Lesueur, 1833 — поширений у басейнах річок Атлантичного схилу від Нью-Йорка до Джорджії.
- Aphredoderus sayanus sayanus (Gilliams, 1824) — поширений по всьому вододілу річки Міссісіпі, району Великих озер і басейнів на захід від Мексиканської затоки.